# マルティン・ノヴァコヴィッチ
マルティン・ノヴァコヴィッチ（セルビア語: Martin Novaković, Мартин Новаковић、2001年1月5日 - ）は、セルビアのサッカー選手。ポジションはミッドフィールダー。

## クラブ歴
2019年1月にパルチザン・ベオグラードの下部組織からレッドスター・ベオグラードの下部組織に移籍。2020年夏にFKラド・ベオグラードに期限付き移籍し8月23日の試合で選手初出場。同月29日の試合で初得点を記録した。

## 代表歴
U-17代表としてUEFA U-17欧州選手権2018に参加した。